# Jasper V. Wall
Jasper V. Wall (...) è un astronomo canadese.
Ha conseguito il baccellierato nel 1963 alla Queen's University di Kingston, il master nel 1965 all'Università di Toronto e il dottorato nel 1970 alla Università Nazionale Australiana di Canberra.
Il Minor Planet Center gli accredita la scoperta dell'asteroide 3101 Goldberger effettuata l'11 aprile 1978 in collaborazione con Eleanor Francis Helin e Gavril Grueff.